# Monte Cradizza
Il monte Cradizza (Rodica) con 1.966 m s.l.m. è una cima della Catena Nero-Tolminski Kuk-Rodica.

## Descrizione
Il monte è accessibile dalla stazione sciistica di Vogel sopra Ukanc nel comune di Bohinj.